# Puma Spyder
O Puma GT Spyder foi o primeiro automóvel conversível produzido pela Puma. Baseado no Puma GT, com mecânica Volkswagen, foi produzido de 1971 a 1972, sendo substituído posteriormente pelo Puma GTS.
O modelo era basicamente igual à versão que o originou, porém sem a capota e com reforços estruturais. Dispunha de uma capota de lona ou, opcionalmente, de fibra de vidro que podia ser removida.

## Motor
- Quatro tempos, 4 cilindros opostos, refrigeração a ar.
- Cilindrada: 1493 cm³.
- Potência: 60 cv (44 kW) a 4.400 RPM.